# Bertalan Farkas
Bertalan Farkas (* 2. August 1949 in Gyulaháza) ist ein ungarischer Pilot und ehemaliger Kosmonaut. Er ist der erste Ungar, der im Weltraum war.

## Ausbildung
Bertalan Farkas besuchte nach seinem Abschluss an der Militärfliegerschule in Szolnok 1969 die sowjetische Luftwaffenakademie in Krasnodar, die er 1972 abschloss. Farkas arbeitete als Wissenschaftler an der Polytechnischen Universität in Budapest. Später trat er als Pilot den ungarischen Luftstreitkräften bei.

## Raumfahrertätigkeit
Am 1. März 1978 wurde Farkas als Kosmonaut ausgewählt und in das Interkosmos-Programm aufgenommen. 1980 flog er als Forschungskosmonaut der fünften Gastmannschaft der Saljut 6 ins All, zu der er mit der Sojus 36 gelangte. Nach seiner Landung mit Sojus 35 am 3. Juni 1980 schied Farkas aus dem Kosmonautenkorps aus.
Die Raumkapsel, mit der er wieder auf die Erde zurückkehrte, steht in Budapest im Verkehrsmuseum, das 2019 geschlossen war.

## Nachfolgende Tätigkeiten
Farkas wurde zum Luftwaffenattaché an der ungarischen Botschaft in Washington, D.C. berufen. Heute ist er Präsident der Airlines Service and Trade Ltd. in Budapest. Der Pilot bekleidet heute den Rang eines Brigadegenerals der Luftstreitkräfte.
Nach der Wende schloss er sich dem Ungarischen Demokratischen Forum an, einer Partei mit konservativ-bürgerlicher Ausrichtung. Für den Wahlbezirk Baktalórántháza im Nordosten Ungarns trat er bei den Wahlen zum Ungarischen Parlament 2006 als Direktkandidat an, unterlag aber.

## Privates
Farkas ist verheiratet und hat drei Kinder. Er sprach die konstruierte Sprache Esperanto und war der erste Esperantist im Weltraum.

## Ehrungen
Farkas wurde am 30. Juni 1980 der Titel Held der Sowjetunion verliehen.